# Vismia plicatifolia
Vismia plicatifolia är en johannesörtsväxtart som beskrevs av Bénédict Pierre Georges Hochreutiner. Vismia plicatifolia ingår i släktet Vismia och familjen johannesörtsväxter. Inga underarter finns listade i Catalogue of Life.